# سوغات فرنگ (فیلم ۱۳۴۶)
سوغات فرنگ فیلمی به کارگردانی و نویسندگی حسین مدنی محصول سال ۱۳۴۶ است.

## خلاصه داستان
«رمضان» پسر کوچک «مصطفی» نانوا وقتی از اروپا بازمی‌گردد، زنی با نام «ماریا» را همراه دارد که حامل جواهرات قاچاق است…

## بازیگران
- عباس مصدق
- داریوش اسدزاده
- گیتی فروهر
- محسن آراسته
- طاهره غفاری
- رضوان
- ناهید
- رفیع حالتی
- حسن شاهین
- حسین گیل
- حسین اشراق